# 犬儒主義 (當代)
犬儒主義（希臘語：κυνισμός）是對他人從根本上不信任的一種心理態度。奉行犬儒主義的人通常對其他受野心、欲望、贪婪、物质主义、目标所驱使的人不抱有希望，同時反對將抱負、慾望、貪欲、刺激、功利等作為自己的生活動力（犬儒主義者認為這些都是徒勞，不可实现或毫无意义），因此他們也拒绝财富、权力和荣誉。

## 犬儒主义的历史
古希臘和古羅馬的犬儒主義者認為美德是幸福唯一的必要條件，他們將自己從世俗價值和傳統習俗中解放，變得自給自足，並且回歸自然純樸的生活。他們拒絕接受任何世俗的約定和價值觀，例如金錢、權力和名利。批評世俗價值觀，例如貪婪行為方式导致的人間苦難。“犬儒”一词衍生自希腊语的“犬”（Cynic），相对的忽视对社会、家庭、金钱甚或个人健康的追求，以达到美德的极致，获得完美的幸福。曾有人攻击锡诺普的第欧根尼为犬，因为其无羞耻般的拒绝世俗的态度，以及活在街上的决定，他却说：“别的犬咬它们的敌人，我咬却为了拯救我的朋友们”。
犬儒主義的鼻祖锡诺普的第欧根尼（安提西尼的弟子）几乎裸身并且没有携带任何补给便周游了整个希腊，享受了阳光、温暖等一切自然的恩赐，并且聚集了几千个皈依他的思想的人，并向他们讲述这个社会是多么值得讽刺。甚至亚历山大大帝也在东征的途中拜访过第欧根尼，第欧根尼劝说亚历山大大帝放弃东征，然而亚历山大大帝拒绝了，理由是“我的命运已经注定”。亚历山大大帝问他需要什么，并保证会兑现他的愿望。第欧根尼回答道：“我希望你闪到一边去，不要遮住我的阳光。”亚历山大大帝後来说：“我若不是亚历山大，我愿是第欧根尼。”

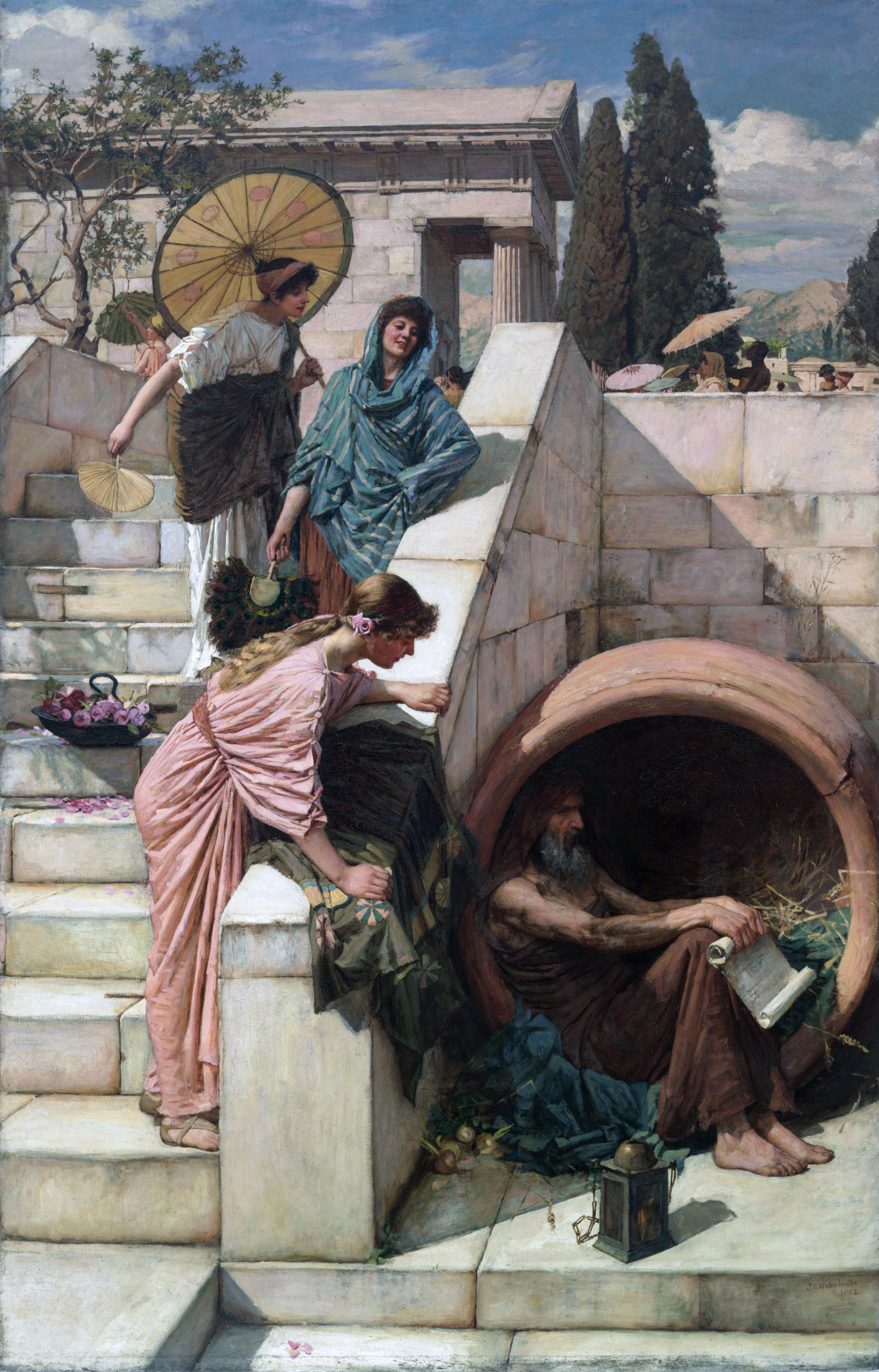
第歐根尼，約翰·威廉·沃特豪斯繪，1882年

一些历史学家记录下，耶稣的教学与犬儒教学亦有很强的相似之处。很多犬儒的禁欲训练方法，也许被早期基督教徒应用。
犬儒主義延續到十八、十九世纪的現代社會中，被視為是一種「對於他人宣稱的動機以及正直保持懷疑並且嘲弄」的態度，或者意指那些「憤世嫉俗的人」，但這樣的定義相較於古希臘時期其哲學思想的核心理念「將美德與良善從慾望中解放」已大不相同。

## 當代
當代的犬儒主義被定義為一種對倫理及社會風俗採取不信任的態度，而大眾社會中那些拒絕被收編的人也常常被稱作是憤世嫉俗的犬儒主義者。這並不表示犬儒主義是消極無奈的。如果說唯心論是理想領導經驗，那麼當代的犬儒主義就是接受並跟隨現實經驗。當代犬儒主義是一種「以不相信來獲得合理性」的社會文化形態。犬儒主義者的徹底不相信表現在：不相信別人的熱情，不相信別人的義正辭嚴，不相信有所謂正義的呼喊，他們甚至不相信還能有什麼辦法改變他們所不相信的那個世界。他們把對現有秩序的不滿，轉化為一種「不拒絕的冷漠」、一種「不反抗的清醒」、一種「不認同的接受」，獨善其身，只要自己不受傷害即可。「既然世界是如此大荒謬，大玩笑，我亦惟有以荒謬和玩笑對待之。」
现代的犬儒主义者和怀疑论者有许多相似之处，不同的是犬儒主义者认为对错「无所谓」，而怀疑论者认为「根本就没有」正确与错误之分。

## “犬儒治世”
“犬儒治世”指的是现代专制和极权化国家/社会的背景出现的一种知识分子阶层社会文化现象。密尔早就指出，专制使人变成犬儒（这使人联想起王夫之的话：“其上申韩者，其下必佛老”）。在前苏联斯大林中后期所奉行的高压政策是一种极端的专制，因此它更会使人变成犬儒。在专制下，统治者与被统治者都容易变成犬儒。统治者变成犬儒，因为他们早就不相信他们口头上宣讲的那套理论和原则，他们只把那些理论和原则当做维护权力的手段以及镇压反抗的借口。在被统治者方面，当他们一旦意识到自己在冠冕堂皇的旗帜下实际上处于被愚弄被压迫的境地，很容易转而对一切美好的价值失去信心。尤其是在试图反抗又遭到严重的挫折之后。这样，他们就可能放弃理想，放弃追求，甚至反过来嘲笑理想，嘲笑追求——吃不着葡萄就说葡萄酸。这样，他们就变成了犬儒。当然，统治者的犬儒主义和被统治者的犬儒主义是有所不同的，但是广义地讲，它们都可以归入犬儒主义。
按照欧文·豪的分析：极权主义有三个阶段，（一）、乌托邦，令人心醉神迷的天堂理想，它诱发了狂热，而狂热则导致了（二）大规模的恐怖和人间地狱，然后，狂热与恐怖被耗尽，于是，（三）、人们变得玩世不恭，“看透一切”，政治冷感，即犬儒主义。
胡平（《北京之春》主编）以为极权主义有四个阶段，在狂热和恐怖之后常常还发生过反抗，在反抗受挫之后才会出现普遍的犬儒主义。极权统治靠人们的狂热而建立，通过大规模的恐怖而得以巩固，但是，狂热和恐怖都不可能持久，最后是靠着人们的消沉与冷漠，极权统治才得以维系。